# Eximia sinuaticolle
Eximia sinuaticolle là một loài bọ cánh cứng trong họ Cerambycidae.